# خورشیدگرفتگی ۳۰ اوت ۱۹۰۵
خورشیدگرفتگی ۳۰ اوت ۱۹۰۵ (به انگلیسی: Solar eclipse of August 30, 1905) یک خورشیدگرفتگی از نوع خورشیدگرفتگی کامل است. این خورشیدگرفتگی در تاریخ ۳۰ اوت ۱۹۰۵ میلادی (‎۸ شهریور ۱۲۸۴ خورشیدی) روی داد که زمان اوج آن، ساعت ۱۳:۰۷:۲۶ به‌وقت ساعت هماهنگ جهانی بوده‌استو مدت زمان این خورشیدگرفتگی ۳ دقیقه و ۴۶ ثانیه بود.